# جان بوتس
جان بوتس (انگلیسی: John Boot; ۱۸۱۵ – ۱۸۶۰ (۴۴−۴۵ سال)) دانشمند، شیمی‌دان و کارآفرین اهل پادشاهی متحد بریتانیای کبیر و ایرلند بود، که در سال ۱۸۴۹ شرکت داروسازی بوتس کمپانی را تأسیس کرد. وی بین سال‌های ۱۸۴۹ تا ۱۸۶۰ میلادی فعالیت می‌کرد.